# Hornnes og Ivelands kommun
Hornnes og Ivelands kommun (norska: Hornnes og Iveland kommune) var en kommun i Aust-Agder fylke i södra Norge. Kommunen omfattade den västra delen av nuvarande Evje og Hornnes kommun samt hela nuvarande Ivelands kommun. Byn Hornnes utgjorde kommunens centralort.

## Administrativ historik
Hornnes og Ivelands kommun upprättades den 1 januari 1838 (som Hordnæs og Iveland formannskapsdistrikt) när Formannskapslovene från 1837 trädde i kraft.
Den 1 januari 1886 delades kommunen i två och de båda kommunerna Hornnes respektive Iveland bildades. Den gamla kommunen hade vid delningen totalt 2 216 invånare.